# Ben Neill
Ben Neill (* 14. listopadu 1957 Winston-Salem, Severní Karolína, USA) je americký trumpetista a hudební skladatel. Studoval u skladatele La Monte Younga. Během své kariéry spolupracoval s mnoha hudebníky, mezi které patří John Cale, David Soldier, DJ Spooky nebo Rhys Chatham. Rovněž nahrál řadu alb pod svým vlastním jménem. V devadesátých letech vedl newyorský klub The Kitchen.